# Kerstin Gerschau

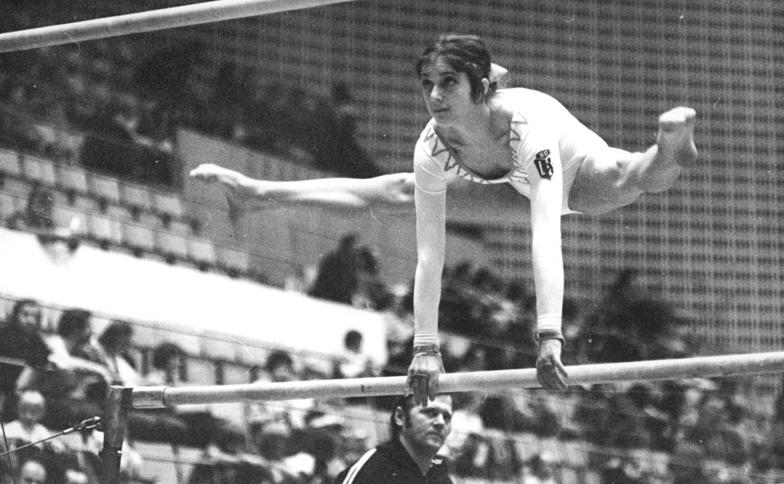
Kerstin Gerschau am Stufenbarren bei der DDR-Meisterschaft 1976

Kerstin Gerschau (* 26. Januar 1958 in Leipzig, nach Heirat Kerstin Kurrat) ist eine ehemalige deutsche Gerätturnerin. Ihr Heimatverein war der SC Leipzig.
Obwohl Kerstin Gerschau bis dahin noch keine Medaille bei DDR-Meisterschaften gewonnen hatte, startete sie bei der Turn-Europameisterschaft 1973 in London. Im Mehrkampf gewann sie die Bronzemedaille hinter den beiden sowjetischen Turnerinnen Ljudmila Turischtschewa und Olga Korbut. Kerstin Gerschau erreichte alle vier Gerätefinals und gewann am Boden Silber hinter Turischtschewa. 1974 siegte sie bei der DDR-Meisterschaft am Schwebebalken. Bei der DDR-Meisterschaft 1976 gewann sie Silber am Boden und am Stufenbarren und Bronze im Pferdsprung und qualifizierte sich als Vierte im Mehrkampf für die Olympiamannschaft. In Montreal bei den Olympischen Spielen 1976 belegte sie den neunten Platz im Achtkampf und den dritten Platz mit der Mannschaft. Als Siebtplatzierte am Stufenbarren verpasste sie nur knapp den Einzug ins Gerätefinale der besten sechs Turnerinnen.
Kerstin Gerschau heiratete den Sprinter Klaus-Dieter Kurrat, mit dem sie drei Kinder hat. Sie studierte Choreographie und Theater an der Theaterhochschule Leipzig und schloss ein Studium an der Deutschen Hochschule für Körperkultur als Diplom-Sportlehrerin ab. Nach der Wende betrieb sie ein Fitness-Studio und arbeitete als Sportlehrerin am Potsdamer Sportzentrum. Kerstin Kurrat leitet ihre eigene Showtanzgruppe mit dem Namen Showdance Kurrat.